# Daumesnil (stanice metra v Paříži)

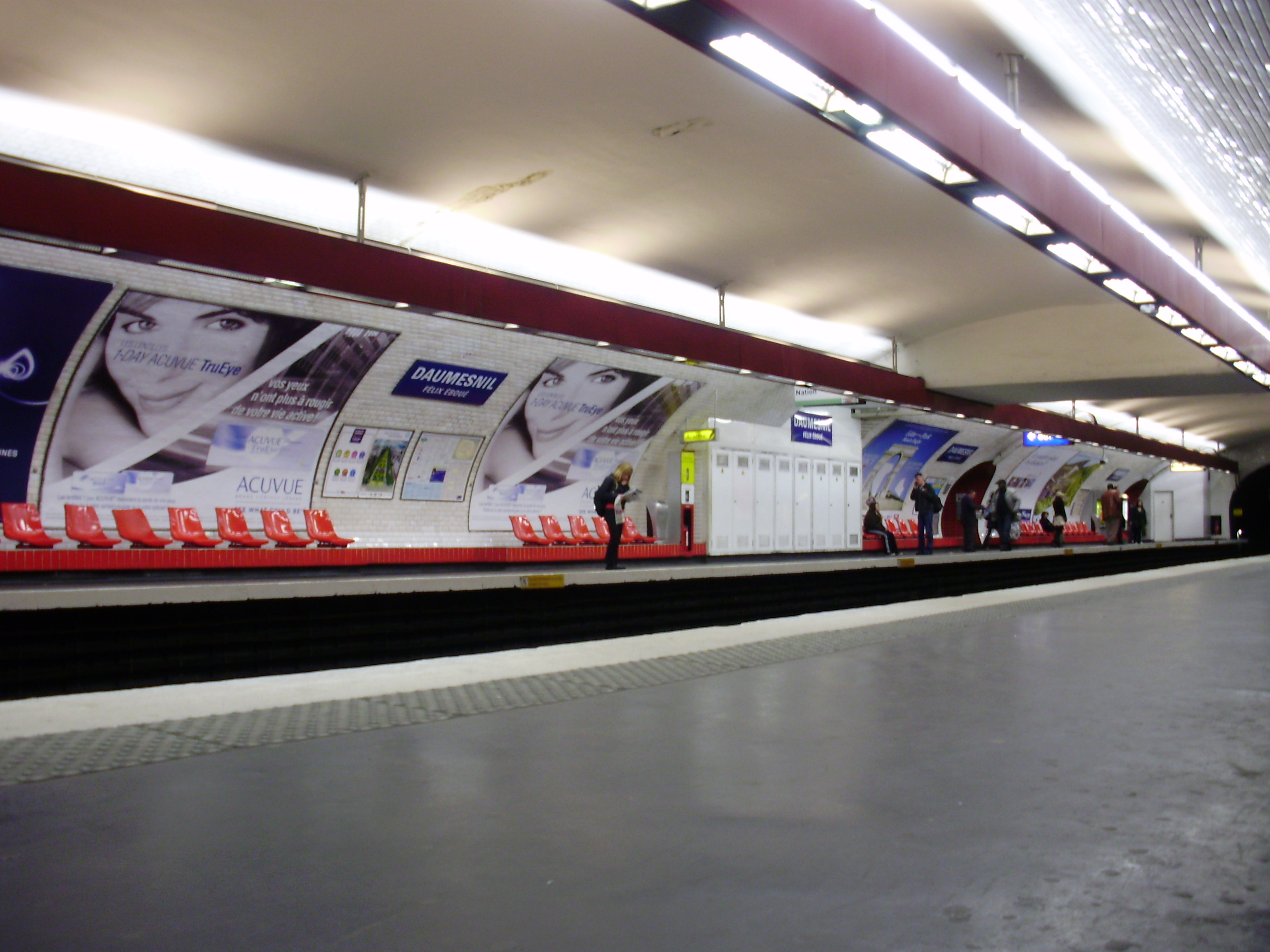
Nástupiště linky 6

Daumesnil je přestupní stanice pařížského metra mezi linkami 6 a 8. Nachází se ve 12. obvodu v Paříži pod náměstím Place Félix-Éboué.

## Historie
Stanice byla otevřena 1. března 1909 jako součást prvního úseku linky 6 mezi stanicemi Place d'Italie a Nation. Dne 5. května 1931 přibylo nástupiště linky 8, když byla tato trať prodloužena ze stanice Richelieu – Drouot do Porte de Charenton.

## Název
Jméno stanice je odvozeno od názvu Avenue Daumesnil, pod kterou vede linka 8 do stanice Michel Bizot. Pierre Daumesnil (1776-1832) byl francouzský generál, který bojoval v bitvě u Wagramu.
Na informačních tabulích je oficiální název stanice doplněn ještě podnázvem psaným malým písmem: Félix Éboué podle náměstí, pod kterým se stanice nachází. Félix Éboué (1884-1944) byl guvernérem departementu Guadeloupe, pak Čadu a od roku 1940 generálním guvernérem Francouzské rovníkové Afriky.

## Vstupy
Stanice má několik východů, které vedou na:
- Rue de Reuilly u domu č. 118
- Avenue Daumesnil u domu č. 199
- Rue Claude-Decaen u domů č. 100 a 105

## Zajímavosti v okolí
- Promenade plantée